# Johanna D'Arc of Mongolia
Pour plus de détails, voir Fiche technique et Distribution.
Johanna D'Arc of Mongolia est un film allemand réalisé par Ulrike Ottinger, sorti en 1989.

## Synopsis
Des passagers du Transsibérien sont enlevés par Ulan Iga, une princesse guerrière.

## Fiche technique
- Titre : Johanna D'Arc of Mongolia
- Réalisation : Ulrike Ottinger
- Scénario : Ulrike Ottinger
- Musique : Wilhelm Dieter Siebert
- Photographie : Ulrike Ottinger
- Montage : Dörte Völz-Mammarella
- Production : Hans Kaden
- Société de production : La Sept Cinéma, Popolar-Film et ZDF
- Pays :  Allemagne de l'Ouest et  France
- Genre : comédie dramatique
- Durée : 165 minutes
- Dates de sortie : 
  -  Allemagne de l'Ouest : 30 mars 1989

## Distribution
- Xu Re Huar : la princesse Ulan Iga
- Irm Hermann : Mueller-Vohwinkel, l'enseignant
- Delphine Seyrig : Lady Windermere
- Peter Kern : Mickey Katz
- Inés Sastre : Giovanna
- Gillian Scalici : Fanny Ziegfeld
- Jacinta : la première des sœurs Kalinka
- Else Nabu : la deuxième des sœurs Kalinka
- Sevimbike Elibay : la troisième des sœurs Kalinka

## Distinctions
Le film a été présenté en sélection officielle en compétition lors de Berlinale 1989.